# Фернандес Ореамуно, Просперо
Хуан Примитиво Просперо Фернандес Ореамуно (исп. Juan Primitivo Próspero Fernández Oreamuno, 18 июля 1834, Сан-Хосе (Коста-Рика) — 12 марта 1885, Алахуэла) — президент Коста-Рики в 1882—1885 годах.

## Биография
Фернандес родился 18 июля 1834 года в Сан-Хосе (Коста-Рика). Его родителями были Мануэль Хосе Фернандес Чакон, глава государства в 1835 году, и Долорес Ореамуно Муньос. Его сестра Пасифика Фернандес Ореамуно была женой Хосе Марии Кастро Мадриса, президента Коста-Рики с 1847 по 1849 и с 1866 по 1868 годы. 25 декабря 1861 года Фернандес женился на сестре президента Томаса Гуардии Гутьерреса Кристине. От этого брака родились двое детей — Мануэль и Пасифика, выданная за Бернардо Сото Альфаро, президенте Коста-Рики в 1885—1890 годах.
Фернандес получил базовое образование в Университете Сан-Карлос в Гватемале и получил степень бакалавра философии. В 1853 году он вернулся в родной город для прохождения обязательной военной службы. В 1854 году он получил чин пехотного лейтенанта, а в следующем году отправился в Никарагуа с экспедиционной армией, которая сражалась с отрядами авантюриста Уильяма Уокера. Из этого похода Фернандес вернулся в чине дивизионного генерала и в течение нескольких лет был военным командиром провинции Алахуэла, а в 1881 году — главнокомандующим силами Республики.
Фернандес участвовал в военном перевороте 1870 года, который привел к власти Бруно Каррансу Рамиреса. Во время правления своего шурина Гуардии он был командующим войсками провинции Алахуэла и получил чин генерал-майора.
На выборах президента в июле 1882 года Фернандес был избран Президентом Республики сроком на 4 года. 10 августа он начал свой конституционный срок.
Во время правления Фернандеса было подписано несколько важных международных соглашений, издан Военный кодекс 1884 года (частично отменен в 1885 году), выпущены либеральные законы 1884 года, запретившие религиозные ордена и конфисковавшие часть церковной собственности.
Самым влиятельным человеком в государстве в этот период оставался бывший президент Хосе Мария Кастро Мадрис.
Фернандес неожиданно скончался в городе Алахуэла 12 марта 1885 года, когда страна готовилась к предстоящей войне с Гватемалой, чей президент Хусто Руфино Барриос объявил о своем решении силой восстановить Центральноамериканский союз. На посту президента его временно сменил Бернардо Сото Альфаро, который вскоре женился на его дочери Пасифике и был официально избран на пост президента. Вместе с Томасом Гуардия Гутьерресом он является одним из двух президентов в истории Коста-Рики, которые умерли, пребывая в должности.